# ليسزلو لانتوس
ليسزلو لانتوس (بالمجرية: Lantos László)‏ (مواليد 4 ديسمبر 1938) هو سبّاح مجري، مثّل بلاده في الألعاب الأولمبية الصيفية 1960.

## روابط خارجية
ليسزلو لانتوس على موقع الاتحاد الدولي للسباحة (الإنجليزية)
- ليسزلو لانتوس على موقع SwimRankings.net (الإنجليزية)
- ليسزلو لانتوس على موقع اللجنة الأولمبية الدولية (الإنجليزية)
- ليسزلو لانتوس على موقع أوليمبيديا (الإنجليزية)